# 聖彼得堡路面電車

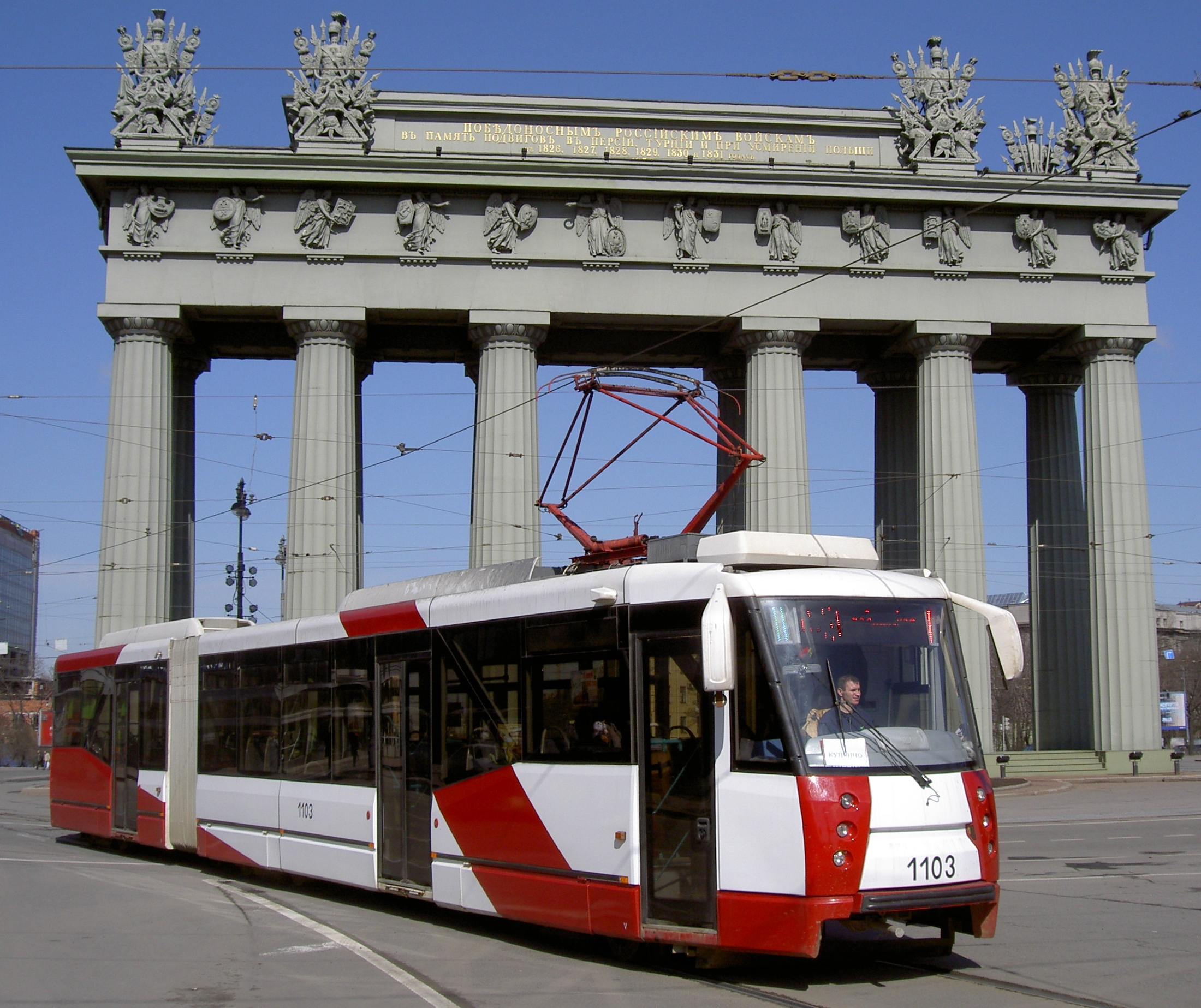
在莫斯科凱旋門廣場的電車

2017年路線圖

聖彼得堡路面電車（羅馬化：Sankt-peterburgsky tramvay）是俄羅斯聖彼得堡主要公共交通之一。聖彼得堡電車是世界規模最大的有軌電車系統之一，1980年代末期總長度達340（210英里）。不過1995年開始，一些路線被拆除。現在聖彼得堡路面電車是世界第二大有軌電車系統，僅次於墨爾本輕鐵。2010年代，聖彼得堡電車路線網總長度205.5（127.7英里）。

## 外部連結
- Gorelektrotrans – official website （页面存档备份，存于） （俄文）
- St. Petersburg (tram) at UrbanRail.net （页面存档备份，存于）
- ПЕТЕРБУРЖЦЫ - ЗА ОБЩЕСТВЕННЫЙ ТРАНСПОРТ ГОРОД ДЛЯ ЛЮДЕЙ ИЛИ ГОРОД ДЛЯ АВТОМОБИЛЕЙ? БУДУЩЕЕ ЗАВИСИТ ОТ ТЕБЯ (Petersburgers - For Public Transport CITY FOR PEOPLE OR TOWN CAR? Future Depends on You) （页面存档备份，存于） （俄文）
- History, photos and much more about Petersburg tramways （页面存档备份，存于） （德文）
- Tram Travels: Gorelektrotrans （页面存档备份，存于）
- Tramway routes on city transport map – 2015